# Mirahor-Moschee

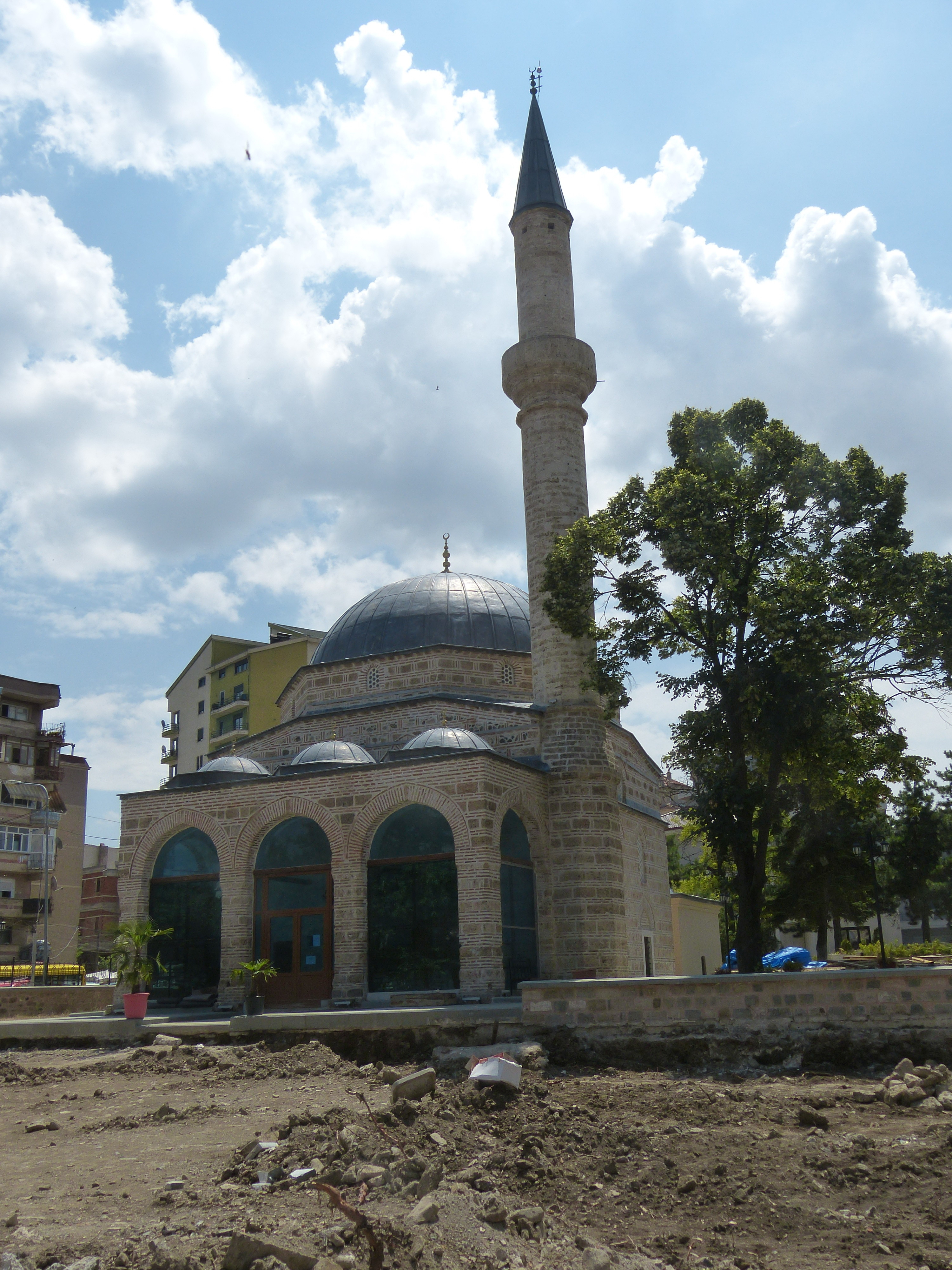
Die Mirahor-Moschee nach den Restaurierungsarbeiten im Jahr 2015

Die Mirahor-Moschee (albanisch Xhamia e Iljaz Bej Mirahorit oder kurz Xhamia e Mirahorit, übersetzt Moschee des Stallmeisters) ist ein historisches Bauwerk in der Stadt Korça im Südosten Albaniens. Sie gilt nach der Königsmoschee in Elbasan als das zweitälteste erhaltene islamische Gotteshaus Albaniens und als die älteste Einkuppelmoschee des Landes. Einkuppelmoscheen waren im westlichen Balkan recht verbreitet.

## Geschichte

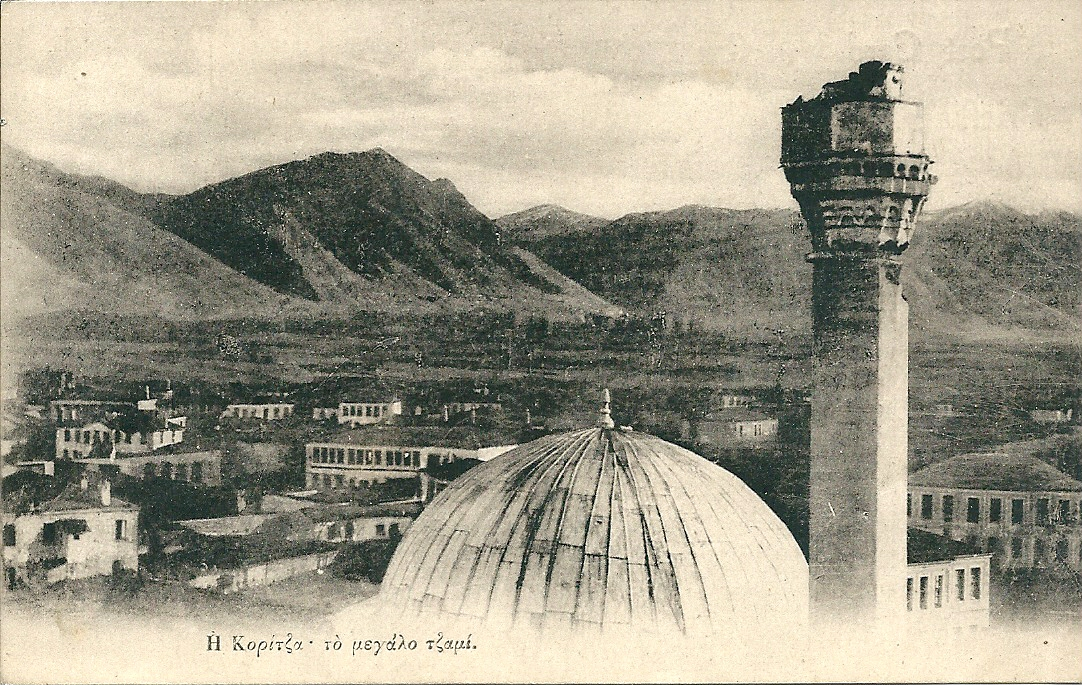
Die Mirahor-Moschee mit zerstörtem Minarett auf einer griechischen Postkarte

Die Moschee wurde 1495 unter Sultan Bayezid II. von Iljaz Bej Mirahori errichtet, der als Janitschare bei der Belagerung von Konstantinopel (1453) auf Seiten der Osmanen kämpfte, zum Mir-i Ahur (Mirahor) aufstieg und die Tochter des Sultans Mehmed II. heiratete. Er gilt als Neugründer Korças, nachdem die Stadt 1440 von den Türken zerstört worden war.
Der Bau wurde im Laufe der Jahrhunderte wiederholt renoviert. 1948 wurde die Moschee in die Liste der Kulturdenkmäler Albaniens aufgenommen. In der kommunistischen Zeit wurde das Gebäude 1977 bis 1978 vom Institut der Kulturdenkmäler Albaniens renoviert und fortan als Museum genutzt. Das etwa 32 Meter hohe Minarett, das 1961 bei einem Erdbeben zerstört worden war, wurde erst 2008 neu errichtet. Im Jahr 2013 wurde die Moschee mit Finanzierung der türkischen Regierung vom Präsidium für Internationale Kooperation und Koordination (TIKA) aufwändig restauriert, dabei wurden die runden Fenster an der Kuppel mit weißem Gitter verschlossen. Auf dem Gelände der Moschee wurde danach der alte osmanische Uhrturm von Korça, der bei einem Erdbeben 1960 zerstört worden war, wiedererrichtet.

## Architektur
Die Mirahor-Moschee besteht aus einem quadratischen Betraum, dem Minarett und einer Vorhalle. Die Mauern des Gebäudes sind 11,75 Meter lang. Es besteht aus weißem Kalksteinblöcken, die auf Schichten aus roten Ziegeln liegen und jeweils auch horizontal durch Ziegelsteine getrennt sind. Die fast Halbkreis-förmige Kuppel ist mit Kupfer belegt und sitzt auf einer achteckigen Basis. Der Innenraum misst 9,48 Meter im Quadrat. Die heutige Innenausrichtung wurde im 19. Jahrhundert eingebaut. Der Portikus mit drei Bögen an der Front wird von drei kleinen Kuppeln überdacht. Heute ist sie verglast, und in der Mitte wurde eine Holztüre eingebaut.
Neben der Moschee befindet sich noch ein Grabgebäude des Stifters, vermutlich aber weitgehend ein Nachbau des 19. Jahrhunderts. Die Gebäude stehen westlich des Stadtzentrums und südlich des Alten Basars in einem Hof, der etwa 30 mal 55 Meter groß ist.